# 文華女子高等学校
文華女子高等学校（ぶんかじょしこうとうがっこう）は東京都西東京市西原町四丁目にある私立の女子高等学校。

## 沿革
- 1916年：家事裁縫研究所が設立
- 1923年：小石川高等女学校が開校[1]
- 1947年：財団法人日本文華学園 文華女子中学校が開校
- 1948年：学制改革により、小石川高等女学校から新制高等学校の文華女子高等学校に移行
- 1951年：学校法人日本文華学園 文華女子中学校・高等学校と改称
- 1970年：現在地に移転、文華女子中学校を閉校[要出典]
- 1995年：文華女子中学校を再開[要出典]
- 2017年：文華女子中学校の募集停止[2]
- 2019年：文華女子中学校が休校となる[3]
- 2025年：学校法人タイケン学園が経営継承
- 2026年：共学化。校名を東京文華高等学校に改称[4]。

## 交通
- 西武新宿線田無駅、西武池袋線ひばりヶ丘駅、中央線武蔵境駅より西武バス「文華女子高等学校」（境07・田44系統、当停留所到着便あり）下車すぐ、または「緑町二丁目」（境04・田43系統）下車 徒歩5分
- 東武東上線　志木駅、朝霞台駅（北朝霞駅）、朝霞駅、和光市駅、成増駅
- JR武蔵野線　東所沢駅、新小平駅
- JR中央線　武蔵小金井駅、荻窪駅、立川駅、吉祥寺駅
- アクセス | 文華女子高等学校

## 部活動・同好会

### 運動部
- バレーボール
- バスケットボール　（2026年創部）
- バドミントン
- ハンドボール
- 硬式テニス
- 陸上競技（2026年創部）
- ダンス

### 文化部
- クッキング
- 服飾手芸
- 吹奏楽
- 声優
- よさこい
- 華道
- 茶道
- 筝曲

### 同好会
- 美術

## 主な出身者
- 相田翔子 - 歌手（元Wink）
- 荒川恵理子 - 女子サッカー選手
- 石原初音 - 元女優　※岐阜県立羽島高等学校から転入
- 舞遠きあら - 元宝塚歌劇団雪組娘役
- 渡辺倫果 - フィギュアスケート選手　※中学在学中に転出